# Borneoblauwstaartpitta
De borneoblauwstaartpitta (Hydrornis schwaneri vroeger  Pitta guajana schwaneri),  is een endemische vogelsoort uit de familie van pitta's (Pittidae) op het eiland Borneo. Deze vogel is genoemd naar de Duitse geoloog en natuuronderzoeker Carl Schwaner (1817-1851).

## Kenmerken
De borneoblauwstaartpitta lijkt sterk op de blauwstaartpitta en is ongeveer 20 cm lang. Deze pitta heeft een gele wenkbrauwstreep. Het verschil met de blauwstaartpitta (van Java en Bali) is vooral de bandering op de buik, die is geel en zwart, met bij het mannetje een duidelijk blauwe vlek op de onderbuik.

## Leefwijze
Hoewel de dieren kunnen vliegen, geven ze er doorgaans de voorkeur aan om op de grond te blijven. Hun voedsel vinden ze op bosbodem en bestaat uit ongewervelde dieren zoals insecten (vooral mieren en kakkerlakken) en slakken maar ook wel kleine hagedissen.

## Verspreiding en leefgebied
De borneoblauwstaartpitta komt voor op Borneo: Kalimantan, Sarawak, Brunei en Sabah. De borneoblauwstaartpitta leeft in oud, primair regenbos maar ook secondair bos, vaak op rotsige kalkhellingen.

## Taxonomie
De borneoblauwstaartpitta maakt deel uit van een complex van drie soorten. Deze soort die voorkomt op Borneo werd vroeger beschouwd als de ondersoort Pitta guajana schwaneri. De soort die voorkomt op Malakka en Sumatra (Maleise blauwstaartpitta) is dan de ondersoort  Pitta guajana irena en de soort die op Java en bali  voorkomt is dan Pitta guajana guajana (de nominaat). De IUCN en BirdLife International erkennen sinds 2012 de drie als aparte soorten.

## Status
Er is aanleiding te veronderstellen dat de soort in aantal achteruit gaat door ontbossing. Plaatselijk is de soort nog min of meer algemeen. De grootte van de populatie is niet gekwantificeerd. Aangenomen wordt dat het tempo van de achteruitgang onder de 30% in tien jaar ligt (minder dan 3,5% per jaar). Om deze redenen staat deze pitta als niet bedreigd op de Rode Lijst van de IUCN.